# Triumf serca
Triumf serca – amerykański film telewizyjny z 1991 roku w reżyserii Richarda Michaelsa, którego premiera odbyła się 2 kwietnia 1991 roku na stacji CBS.
Zdjęcia do filmu kręcono w Houston.

## Fabuła
1981 rok. Ricky Bell (Mario Van Peebles), futbolista Tampa Bay Buccaneers, zaprzyjaźnia się z niepełnosprawnym fizycznie Ryanem Blankenshipem (Lane R. Davis), którzy inspirują się wzajemnie, by stawać się lepszymi na swój własny sposób. Wkrótce Ricky z powodu choroby (zapalenie skórno-mięśniowe), zmuszony jest zakończyć karierę sportową.
Niestety choroba postępuje, w wyniku czego Ricky umiera, a Ryan załamuje się.

## Obsada
- Mario Van Peebles − Ricky Bell (w tym materiały archiwalne z prawdziwym Rickym Bellem)
- Lane R. Davis − Ryan Blankenship
- Polly Holliday − Ruth Weidner
- Lynn Whitfield − Natala Bell
- Susan Ruttan − Carol Blankenship
- James Zachary − Lee Roy Selmon
- John Schumacher − Charley Hannah
- Duriel Harris − Danny Reece
- Dennis Letts − Ed Warren
- Woody Watson − Larry Blankenship
- Marcus Allen − On sam
- Jay Pennison − Steve Wilson
- Doug Williams − On sam (tylko w materiałach archiwalnych)